# Marco Rodríguez (scheidsrechter)

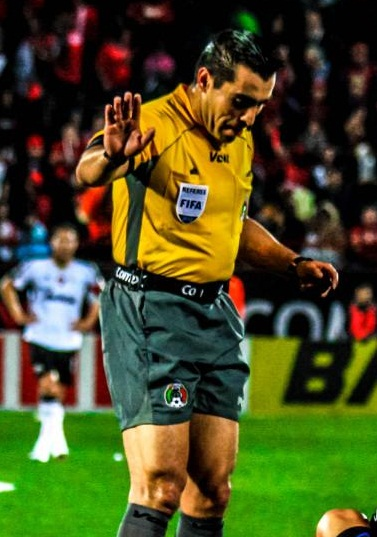
Marco Rodríguez

Marco Antonio Rodríguez Moreno (Mexico-Stad, 10 november 1973) was een Mexicaanse voetbalscheidsrechter actief op mondiaal niveau. Rodríguez was een van de scheidsrechters tijdens het Wereldkampioenschap voetbal 2006 in Duitsland, het Wereldkampioenschap voetbal 2010 in Zuid-Afrika en het Wereldkampioenschap voetbal 2014 in Brazilië. In 2006 was hij aanvankelijk niet opgeroepen, maar nadat vier collega's om verschillende redenen afvielen werd hij alsnog aangesteld.
Rodríguez fluit sinds 2004 op internationaal in dienst van de FIFA, de CONMEBOL en de CONCACAF. Hij floot onder andere wedstrijden in de Copa America, de Gold Cup en in WK-kwalificatiewedstrijden.
In maart 2013 noemde de FIFA Rodríguez een van de vijftig potentiële scheidsrechters voor het Wereldkampioenschap voetbal 2014 in Brazilië. Op 15 januari 2014 maakte de wereldvoetbalbond bekend dat hij een van de 25 scheidsrechters op het toernooi zou zijn. Daarbij wordt hij geassisteerd door Marvin Cesar Torrentera Rivera en Marcos Quintero Huitron. Rodríguez kwam in opspraak tijdens dat toernooi toen hij een overtreding van Luis Suárez op Giorgio Chiellini over het hoofd zag. Na het WK 2014 beëindigde Rodríguez zijn loopbaan.

## Interlands
| Datum        | Plaats         | Wedstrijd         | Uitslag | Competitie | Kreeg geel | Kreeg voor de tweede keer geel en dus rood | Weggestuurd |
| ------------ | -------------- | ----------------- | ------- | ---------- | ---------- | ------------------------------------------ | ----------- |
| 17 juni 2014 | Belo Horizonte | België – Algerije | 2 – 1   | WK 2014    | 2          | 0                                          | 0           |
| 24 juni 2014 | Natal          | Italië – Uruguay  | 0 – 1   | WK 2014    | 4          | 0                                          | 1           |

## Statistieken
| evenement                        | wed | Kreeg geel | Kreeg voor de tweede keer geel en dus rood | Weggestuurd |
| -------------------------------- | --- | ---------- | ------------------------------------------ | ----------- |
| Copa America 2004                | 3   | 19         | 0                                          | 0           |
| Gold Cup 2005                    | 2   | 8          | 1                                          | 0           |
| CONCACAF WK kwalificatie 2006    | 8   | 29         | 3                                          | 3           |
| Wereldkampioenschap voetbal 2006 | 2   | 9          | 2                                          | 0           |
| Wereldkampioenschap voetbal 2010 | 2   | 8          | 1                                          | 1           |
| Wereldkampioenschap voetbal 2014 | 2   | 6          | 0                                          | 1           |
| Totaal                           | 18  | 49         | 7                                          | 5           |

Bijgewerkt op 24 juni 2014